# 范良銹
范良銹（1946年8月15日—），中華民國政治人物，桃園新屋人，曾任行政院政務委員兼公共工程委員會主任委員，總統府國策顧問等職。

## 學歷
- 國立交通大學運輸工程研究所碩士
- 中國文化大學市政學系學士

## 經歷
- 台北捷運公司副總經理
- 台北市政府捷運工程局副局長
- 台北市政府捷運工程局代理局長
- 台北市政府捷運工程局局長
- 台北市政府副秘書長
- 桃園縣副縣長
- 行政院政務委員兼公共工程委員會主任委員
- 八八水災中央防災中心指揮官
- 總統府國策顧問

## 爭議
- 2008年9月8日：政務委員兼公共工程委員會主委范良銹主持「台北縣特二號快速道路三之二標」公聽會，與會人士表示應保持湳仔當地河岸景觀，范良銹回答 :「台北板橋以前是個湖，叫做康熙湖，不然你回到（清朝）那個時代好了。」「那麼喜歡冬山河，那你搬過去住好了。」
- 范良銹接受媒體訪問，強調和范佐憲可能是宗親，但從來不認識范佐憲；范良銹表示 :「良字輩的下一代是佐字輩啦！我們來台是17代啦！但是我從來不知道有一個范佐憲這個人，也從來沒有碰過這人。」[1]

| 官衔          | 官衔                                                             | 官衔          |
| ------------- | ---------------------------------------------------------------- | ------------- |
| 行政院        |                                                                  |               |
| 前任： 吳澤成 | 行政院公共工程委員會主任委員 第七任 2008年5月20日－2011年3月31日 | 繼任： 李鴻源 |

## 外部連結
- 公共工程委員會 - 主任委員

1. ↑  . ETtoday新聞雲. 2013-07-19  [2018-07-26]. （原始内容存档于2019-06-08） （中文（臺灣））.